# Artesia (groupe)
Pour les articles homonymes, voir Artesia.
Artesia est un groupe francophone initialement basé en Bretagne dont la musique atmosphérique, sombre et éthérée se rattache au vaste ensemble de musiques communément désignées sous le terme de heavenly voices. L'imagerie du groupe, tout comme les atmosphères développées par la musique puisent dans l'imaginaire lié à la forêt de Brocéliande et de ses légendes. Le groupe réside désormais à Paris mais a conservé ses influences premières.

## Origine du nom
Le nom du groupe est emprunté à l'ouvrage Les Rois maudits de Maurice Druon. L'idée était à la base de faire un univers musical autour du héros Robert d'Artois, idée qui a été abandonnée par le groupe ensuite.

## Histoire
Le membre fondateur, Agathe M., qui s'occupe des parties vocales et du synthétiseur a créé le groupe en 2001 et a enregistré une démo de huit titres, L'Éveil de l'Âme, non distribuée car, selon ses propres mots, « le son était médiocre et je n'étais pas satisfaite du niveau général des morceaux ». Ensuite, elle fait appel au deuxième membre Gaëlle D. et son talent de violoniste pour développer une autre démo de cinq titres, L'Aube morne, avec la participation de Loïc C. du groupe Belenos à la guitare et aux percussions. Sortie en novembre 2004, elle n'est désormais plus disponible.
Les deux comparses enregistreront leur premier album intitulé Hilvern courant 2005, avec de nouveau Loïc C. Distribué par le label nantais Prikosnovénie, l'album sort en février 2006 et trouve son public.

Un deuxième album sort deux ans plus tard, Chants d'automne, sur lequel on retrouve Loïc C. qui par ailleurs se charge de l'enregistrement des productions du groupe.
Courant 2008, Gaëlle D. quitte le groupe pour des raisons personnelles et sera remplacée en juin par Coralie L.-C., fraîchement arrivée de Nouvelle-Calédonie, son pays natal. Loïc C. s'intègre officiellement au groupe et l'enregistrement d'un nouvel album, Llydaw, se déroule de juin à novembre 2008. La sortie est prévue pour mars 2009 mais l'album sort en réalité le 9 février, un peu en avance. L'artwork a été réalisé par ScarletGothica, artiste italienne affectionnant particulièrement le style gothique/fantasy.

À l'occasion de cette sortie, le label Prikosnovenie décide de proposer du merchandising aux fans et des t-shirts et boîtiers en éditions limitée sont créés.

Durant l'été 2009, un nouveau changement se produit avec le retour de Gaëlle D. au sein de la formation tandis que Coralie L.-C. s'en va.
 
Le groupe s'établit à Paris.
Pendant l'été 2011 Artesia est en studio (Metabunker studio) avec un nouvel arrangeur et ingénieur du son, Jean-Charles Wintrebert pour l'enregistrement du quatrième album. Loïc C. ne fait plus partie du groupe.
L'album, dont le titre est Wanderings, sort le 21 décembre, toujours sur le label français Prikosnovénie. Il est disponible avec un livret au format A5, mettant en valeur l'artwork réalisé par Ysa, une étudiante en cinéma 3D, et les photographies de Karydwen prises à l'abbaye des Vaux-de-Cernay.
De fin septembre 2016 à mars 2017, le groupe est à nouveau en studio pour l'enregistrement d'un E.P. En Cette Fin de Jour, mini album auto-produit de 5 titres (26 minutes) sort le 14 août 2017 en version numérique.
Une version digifile limitée à 50 exemplaires sort le 10 septembre 2017.
En 2020 le groupe travaille sur un nouvel album auto-produit dont la réalisation est confiée à l'agence musicale 22 dB. L'EP de 6 titres (30 minutes) sort le 5 février 2022 sur les plateformes numériques sous le titre Ténèbres, prenez-moi la main. L'album physique sort le 28 février 2022 sous la forme d'un digipack en édition limitée à 300 exemplaires numérotés à la main.

## Discographie
- L'Éveil de l'âme (2001, démo de 8 titres)
- L'Aube morne (2004, démo de 5 titres)
- Hilvern (2005, album de 10 titres)
- Chants d'automne (2007, album de 11 titres)
- Llydaw (2009, album de 8 titres)
- Wanderings (2011, album de 9 titres)
- En cette fin de jour (2017, MCD de 5 titres)
- Ténèbres, prenez-moi la main (2022, EP de 6 titres)

## Composition du groupe

### Membres actuels
- Agathe M. : chant, synthétiseurs, piano (depuis 2001)
- Gaëlle D. : violon (2003-2008 et de retour à compter de mi 2009). Membre de La Carité de Guingamor, sous le pseudonyme de Dame Hermeline, et du Neko Light Orchestra.
- Jean-Charles Wintrebert : arrangements, réalisation (depuis 2011).

### Anciens membres
- Coralie L.C. : violon (mi 2008 à mi 2009). Membre de Bran Barr (sous le pseudonyme de Ahès), Mind Asylum (sous le pseudonyme de Cendres), invitée chez Dark Sanctuary[4].
- Loïc C. : guitares, percussions (membre invité de 2004 à 2008, membre officiel de 2008 à 2010). Membre de Bélénos.